# Molesztálás (South Park)
A Molesztálás (The Wacky Molestation Adventure) South Park című rajzfilmsorozat 64. része (a 4. évad 16. epizódja). Elsőként 2000. december 13-án sugározták az Amerikai Egyesült Államokban.

## Cselekmény
|  | Alább a cselekmény részletei következnek! |

Stan Marsh, Eric Cartman és Kenny McCormick a „Dühöngő Puncik” nevű együttes koncertjére készülődik. Kyle Broflovski is velük szeretne menni, de a szülei ezt természetesen ellenzik, ezért, hogy fiuk tervét meghiúsítsák, lehetetlennek tűnő feladatokat adnak neki – csak akkor hajlandóak őt elengedni, ha kitakarítja a szobáját, ellapátolja a havat és demokratizálja Kubát.
Kyle mindezt teljesíti és egy megható levél segítségével sikerül meggyőznie Fidel Castrót a demokratikus rendszerváltás fontosságáról. Szülei azonban ezek után se engedik el őt, ezért Kyle nagyon megharagszik rájuk és Cartman javaslatára felhívja a rendőrséget, azzal a panasszal, hogy a szülei „moleszterálják” őt. Cartman azt állítja, hogy korábban ezzel a módszerrel szabadult meg az anyja egyik barátjától. A rendőrség nagy erőkkel kivonul és őrizetbe veszi Broflovskiékat. A többi gyerek ezen felbátorodva követi Kyle példáját, és tömegesen jelentik fel szüleiket, ennek eredményeképpen minden felnőtt eltűnik a városból, melyet a gyerekek vesznek birtokba.
Miután autójuk lerobbant, egy üzleti úton lévő házaspár, Mark és Linda Cotner érkezik South Parkba (amely kettészakadt a Cartman vezette Mosolyvárosra, illetve a Stan és Kyle által irányított Kincsesöbölre). Először Cartmannel találkoznak, aki a szervizelésért cserébe arra kéri őket, szerezzenek meg neki egy rejtélyes könyvet Kincsesöbölből. Mint kitudódik, a könyv ahhoz kell, hogy ne haljon meg közülük senki egy bizarr szertartásnál (ami abból áll, hogy egy John Elway szobornak kell megmutatni a könyvet).
A zavarodott South Park-i szülőket eközben egy pszichológus próbálja lebeszélni a gyerekek beteges molesztálásáról, mellyel eléri, hogy a felnőttek tényleg hinni kezdenek abban, hogy korábban zaklatták gyermekeiket. A két gyerektábor ezalatt összecsapni készül South Parkban, de Mark Cotner megtudja, hogy a gyerekek mit tettek szüleikkel és elmagyarázza nekik a szülők fontosságát. Ezt hallván a gyerekek belátják, hogy régen boldogabbak voltak, így a szülők visszatérhetnek a városba és kibékülhetnek velük. Az epizód végén Mark megjegyzi, szívesen vállalna gyerekeket, Linda azonban – az átélt rossz élmények hatására – úgy dönt, hogy inkább elkötteti a petevezetékét.
|  | Itt a vége a cselekmény részletezésének! |

## Kenny halála
- Kenny egy áldozati szertartás során halt meg, holttestére a Cotner házaspár John Elway szobránál talál rá.

## Utalások
- Több alkalommal is elhangzik az 1999-es Ítéletnap című film zenéje.
- Az epizódban utalások történnek a Kedvencek temetője, a Logan futása és a Mad Max című filmekre, de leginkább mégis A kukorica gyermekei című horrorfilm elemei figyelhetők meg az egyes jelenetekben.
- A jelenet, amikor a házibulin Kyle alsónadrágban és napszemüvegben pózol, célzás a Kockázatos üzlet című 1983-as filmre, melynek Tom Cruise volt a főszereplője.
- Kyle Fidel Castróhoz írt levele lehetséges utalás arra a levélre, amit Castro 14 éves korában Franklin D. Rossevelt amerikai elnöknek küldött.

## Érdekességek
- Butters szülei először szerepelnek együtt a képernyőn.
- Eredetileg szerepelt volna az epizódban egy olyan mellékszál, mely szerint Cartman egy szerkezettel eltakarja a napot. Az ötletet azonban el kellett vetni, mert A Simpson családban azt már felhasználták. Ez az eset inspirálta a későbbi A Simpsonék már megcsinálták… részt.